# 鲁甸银莲花
鲁甸银莲花（学名：Anemone lutienensis）是毛茛科银莲花属的植物，是中国的特有植物。分布于中国大陆的云南等地，生长于海拔2,880米的地区，一般生长在云南松林中，目前尚未由人工引种栽培。